# مازراتی بای‌توربو
مازراتی بای‌توربو (Maserati Biturbo) خودرویی است که در سال‌های ۱۹۸۱ تا ۱۹۹۴در مودنا و ایتالیا تولید شده‌است. طراحی آن خودروهای موتور جلو-محور عقب بوده طول آن در حالت طبیعی ۴۱۵ سانتیمتر (۱۶۳٫۴ اینچ) و عرض آن در حالت طبیعی ۱۷۱ سانتیمتر (۶۷٫۳ اینچ) است. سیستم جعبه‌دندهٔ آن ۳ دنده به دو صورت خودکار و دستی است.